# العيون (موريتانيا)
مدينة العيون أو عيون العتروس هي مدينة في جنوب موريتانيا، وهي عاصمة ولاية الحوض الغربي. يخدم المدينة مطار عيون العتروس، على بعد 6 كيلومترات (4 ميل) شمال غرب المدينة. تقع البلدة في المنطقة الجنوبية من عوكر. بلغ عدد سكان المدينة سنة 2000 11867 نسمة.
كانت عيون العتروس إحدى المحطات في رالي داكار 2007.